# Imre Kocsis
Imre Kocsis (* 1937 in Karcag, Ungarn; † 1991 in Kalterherberg) war ein ungarisch-deutscher konkret-konstruktiver Grafiker.

## Leben
Kocsis begann 1958 sein Studium an der Hochschule für bildende Künste Hamburg. Nach seiner ersten Einzelausstellung in der Galerie Leonhart München (1965) zog er 1971 nach Düsseldorf. 1978/82 hatte Kocsis ein Gastatelier im Stedelijk Museum in Amsterdam. In den 1980er Jahren folgten ein Aufenthalt am P.S.1 in New York (heute MoMA PS1) sowie eine Gastdozentur an der Schule für Bildende Kunst, Abteilung Bildhauerei in Reykjavík (Island). 1989 erhielt er den Karl Ernst Osthaus-Preis der Stadt Hagen. 2009 übernahm die Stiftung für Konkrete Kunst und Design Ingolstadt ein Teil des Nachlasses.
Der Ungar Kocsis, der 1959 nach Deutschland emigrierte, arbeitete ab den 1960er Jahren mit den Medien Grafik und Zeichnungen. Bereits in seinem Frühwerk untersuchte der Künstler Raumillusionen, die weniger durch eine grafische Technik erzeugt wurden, sondern vielmehr hinter der grafischen Struktur verborgen blieben. Um 1968 reduzierte Kocsis seine Farbpalette und entwickelte eine einfache und „konkret-konstruktive Formensprache“. In vornehmlich großflächigen Bildern befasste sich Kocsis mit zentralen Kompositionen, Diagonalen, versetzten Formen, Kreisformen, Flächenverschiebungen und optischen Irritationen. Schon in diesen frühen Werken konzentrierte er sich auf die „Un-Farben“ Schwarz und Weiß.
In der folgenden Schaffensphase ging Kocsis vom Bildraum zum Realraum über. Dabei isolierte er die schwarzen Flächen aus den Bildern und montierte die gelösten Bildteile in Innenarchitekturen. Es entstanden Objektinstallationen aus Pressspanbalken, die auf dem Boden gelegt, an die Wände gerichtet, gelehnt oder montiert wurden. Im Fokus standen zum einen der Realraum – den die Balken für sich in Anspruch nahmen – und zum anderen ein imaginärer Raum, der sich durch die Wahrnehmung zwischen Betrachter und Werk entfaltete. In diesem Zusammenhang wird der Rezipient zum aktiven Teilnehmer eines Raumerlebnisses, das durch horizontale, vertikale und diagonale Anordnungen der Balken den Raum zergliedert und aufteilt. Neue Räume werden ausgelotet, die real und begehbar sind.
Imre Kocsis war Mitglied im Deutschen Künstlerbund.